# يب تشي هو
يب تشي هو (بالصينية: 葉志豪) هو لاعب كرة قدم ومدرب كرة قدم صيني في مركز الوسط، ولد في 21 أكتوبر 1985 في هونغ كونغ في الصين. شارك مع منتخب هونغ كونغ تحت 23 سنة لكرة القدم. أما مع النوادي، فقد لعب مع نادي جنوب الصين ونادي كيتشي.